# Jonathan Jaffe
Jonathan Jaffe (* 3. März 1987 in Longmeadow, Massachusetts) ist ein professioneller US-amerikanischer Pokerspieler.
Jaffe hat sich mit Poker bei Live-Turnieren knapp 11 Millionen US-Dollar erspielt. Er gewann 2014 das Main Event der World Poker Tour und 2023 das Alpha8, das Main Event der Poker Masters sowie ein Turnier der Triton Poker Series.

## Pokerkarriere

### Werdegang
Jaffe spielt online unter dem Nickname Iftarii. In den Jahren 2009 und 2013 gewann er jeweils einen Titel bei der auf PokerStars ausgespielten World Championship of Online Poker.
Seine erste Geldplatzierung bei einem Live-Turnier erzielte Jaffe Mitte August 2005 in Verona im US-Bundesstaat New York. Anfang August 2006 war er erstmals bei der World Series of Poker (WSOP) im Rio All-Suite Hotel and Casino am Las Vegas Strip erfolgreich und kam bei einem Turnier der Variante No Limit Hold’em in die Geldränge. Mitte Juni 2008 belegte er bei der Heads-Up Championship der WSOP 2008 den mit mehr als 100.000 US-Dollar dotierten vierten Platz. Im November 2008 erreichte der Amerikaner beim Main Event der World Poker Tour (WPT) in Mashantucket den Finaltisch und wurde nach verlorenem Heads-Up gegen Jonathan Little Zweiter für rund 670.000 US-Dollar. Bei der WSOP 2013 erreichte Jaffe im Main Event den sechsten Turniertag und schied dort auf dem 42. Platz aus, der mit über 185.000 US-Dollar bezahlt wurde. Mitte Oktober 2014 entschied er die Foxwoods World Poker Finals in Mashantucket für sich und erhielt eine Siegprämie von knapp 140.000 US-Dollar. Einen Monat später gewann er das WPT-Main-Event in Kahnawake und sicherte sich ein Preisgeld von rund 465.000 Kanadische Dollar. Mitte Juni 2015 saß der Amerikaner an seinem ersten WSOP-Finaltisch und wurde beim 8-Handed No Limit Hold’em Vierter für knapp 160.000 US-Dollar. Ende April 2016 belegte er beim Tournament of Champions der WPT im Rahmen des Seminole Hard Rock Poker Showdown in Hollywood, Florida, den mit knapp 100.000 US-Dollar dotierten vierten Platz. Von April bis November 2016 spielte er als Teil von San Francisco Rush in der Global Poker League und kam mit seinem Team bis in die Playoffs. Anfang April 2017 wurde er Achter beim Seminole Hard Rock Finale in Hollywood und erhielt rund 90.000 US-Dollar. Im Januar 2018 belegte Jaffe beim High Roller des PokerStars Caribbean Adventures auf den Bahamas den zweiten Platz, der mit knapp 570.000 US-Dollar bezahlt wurde. Ende Juli 2018 wurde er bei den Florida State Poker Championships in Pompano Beach ebenfalls Zweiter und sicherte sich ein Preisgeld von mehr als 100.000 US-Dollar. Im Dezember 2019 saß der Amerikaner beim WPT-Main-Event im Hotel Bellagio am Las Vegas Strip am Finaltisch und erhielt für seinen sechsten Platz mehr als 350.000 US-Dollar. Bei den Lucky Hearts Poker Open in Hollywood gewann er im Januar 2020 das High Roller mit einem Hauptpreis von rund 340.000 US-Dollar. Im Juni 2021 erreichte Jaffe beim WPT-Main-Event in Tampa den Finaltisch und belegte den mit 225.000 US-Dollar dotierten vierten Platz. Bei der WSOP 2021 erreichte er zwei Finaltische, die ihm Preisgelder von rund 520.000 US-Dollar einbrachten. Ende Januar 2022 gewann er das High Roller der Lucky Hearts Poker Open in Hollywood und erhielt aufgrund eines Deals mit Joseph Cheong eine Auszahlung von rund 575.000 US-Dollar. Bei der Triton Poker Series in Hội An belegte Jaffe Anfang März 2023 einen dritten Platz und sicherte sich nach einem Deal mit Kiat Lee und Jans Arends mehr als 760.000 US-Dollar. Mitte Juli 2023 gewann der Amerikaner das WPT Alpha8 for One Drop im Wynn Las Vegas, das mit seinem bislang höchsten Preisgeld von über 1,5 Millionen US-Dollar dotiert war. Bei den Poker Masters im Aria Resort & Casino am Las Vegas Strip entschied er Ende September 2023 das Main Event mit einer Siegprämie von 756.000 US-Dollar für sich. Mit einem Turniersieg bei der Triton Series in Monte-Carlo durchbrach Jaffe Ende Oktober 2023 die Marke von 10 Millionen US-Dollar an kumulierten Turnierpreisgeldern.

### Preisgeldübersicht
| Jahr   | Preisgeld (in $) | Turniersiege |
| ------ | ---------------- | ------------ |
| 2005   | 2.620            | 0            |
| 2006   | 7.247            | 0            |
| 2007   | 0                | 0            |
| 2008   | 796.683          | 0            |
| 2009   | 25.983           | 0            |
| 2010   | 11.910           | 0            |
| 2011   | 308.778          | 1            |
| 2012   | 44.630           | 0            |
| 2013   | 247.070          | 1            |
| 2014   | 567.733          | 2            |
| 2015   | 158.373          | 0            |
| 2016   | 192.554          | 1            |
| 2017   | 228.266          | 1            |
| 2018   | 737.426          | 1            |
| 2019   | 393.662          | 0            |
| 2020   | 347.150          | 1            |
| 2021   | 899.012          | 0            |
| 2022   | 1.284.478        | 1            |
| 2023   | 4.623.415        | 4            |
| gesamt | 10.876.990       | 13           |